# Groot langdraadwatje
Het  groot langdraadwatje (Hemitrichia calyculata) is een slijmzwam uit de familie Trichiidae. Het leeft saprotroof op dood hout in loofbossen.

## Kenmerken

### Uiterlijke kenmerken
Sporocarpen
Hemitrichia calyculata vormt gesteelde vruchtlichamen (sporocarpen) die in losse groepen groeien. Hier staan ze op zichzelf staan of zij samengesmolten. Ze bereiken een hoogte van één tot twee millimeter. De sporocarpen zijn bolvormig tot afgeplat in de vorm van een top en geelbruin tot olijfkleurig. Ze worden ongeveer 1 mm breed zijn.
Hypothallus
De hypothallus (vliezige basis) is bruin van kleur en grenst onregelmatig aan de voet van de steel.
Steel
De steel is donkerbruin en gelijkmatig dik. Het is 1 tot 2 mm lang en 0,1 tot 0,2 mm dik. In het midden bevinden zich sporenachtige cysten, die ongeveer 10 tot 20 µm groot zijn en in doorvallend licht ondoorzichtig roodbruin lijken, soms doorschijnend honingkleurig aan de buitenkant.
Peridia
De peridia (schaal) lijkt olijfachtig tot geelachtig in doorvallend licht. Het is dicht bedekt met fijne wratten, waarvan sommige in rijen zijn gerangschikt. Het peridium opent in het bovenste deel tot ongeveer halverwege onregelmatig, terwijl het onderste deel als kelk blijft.
Plasmodium
Het plasmodium is geel.

### Microscopische kenmerken
Het capillitium (haarvlecht) is bijzonder elastisch en lijkt lichtbruin in bulk. Het zit vast aan de basis van de beker naar de punt van de steel, maar is verder vrij. Omgekeerd komt het uit de beker in de vorm van een druppel en valt er uiteindelijk af. De vezels zien er bij doorvallend licht licht geelbruin uit en hebben 4 tot 5 matig strak gewikkelde spiraalvormige ribbels met fijne franjes. Ze vormen een grootmazig net met enkele vrije uiteinden, die zijn afgerond. De vezels zijn 7 tot 8 µm dik.
De sporen lijken in bulk geel tot oker, lichtgeel in doorvallend licht. Ze hebben fijne wratten en/of een fijnmazig gaas en hebben een diameter van 7 tot 8 µm.

## Verspreiding
Hemitrichia calyculata komt voor op alle continenten. Het is een soort die vrij algemeen voorkomt in Centraal-Europa, maar hiaten in de verspreiding zijn waarschijnlijk ook te wijten aan verwarring met het doorschijnend langdraadwatje (Hemitrichia clavata).
Deze slijmzwam komt vrij algemeen in Nederland voor. Het is niet bedreigd en staat niet op de rode lijst.

## Verwarrende soorten
Zeer vergelijkbaar is het doorschijnend langdraadwatje (Hemitrichia clavata), waarmee het vaak wordt verwisseld. H. clavata onderscheidt zich door de stelen met een ongelijke dikte, die geleidelijk overgaan in het capillitium dat minder netvormig en meer gematteerd is en geen traanvorm heeft. De sporen zijn wat groter, duidelijker geornamenteerd en omgeven door een brede rand.

## Foto's

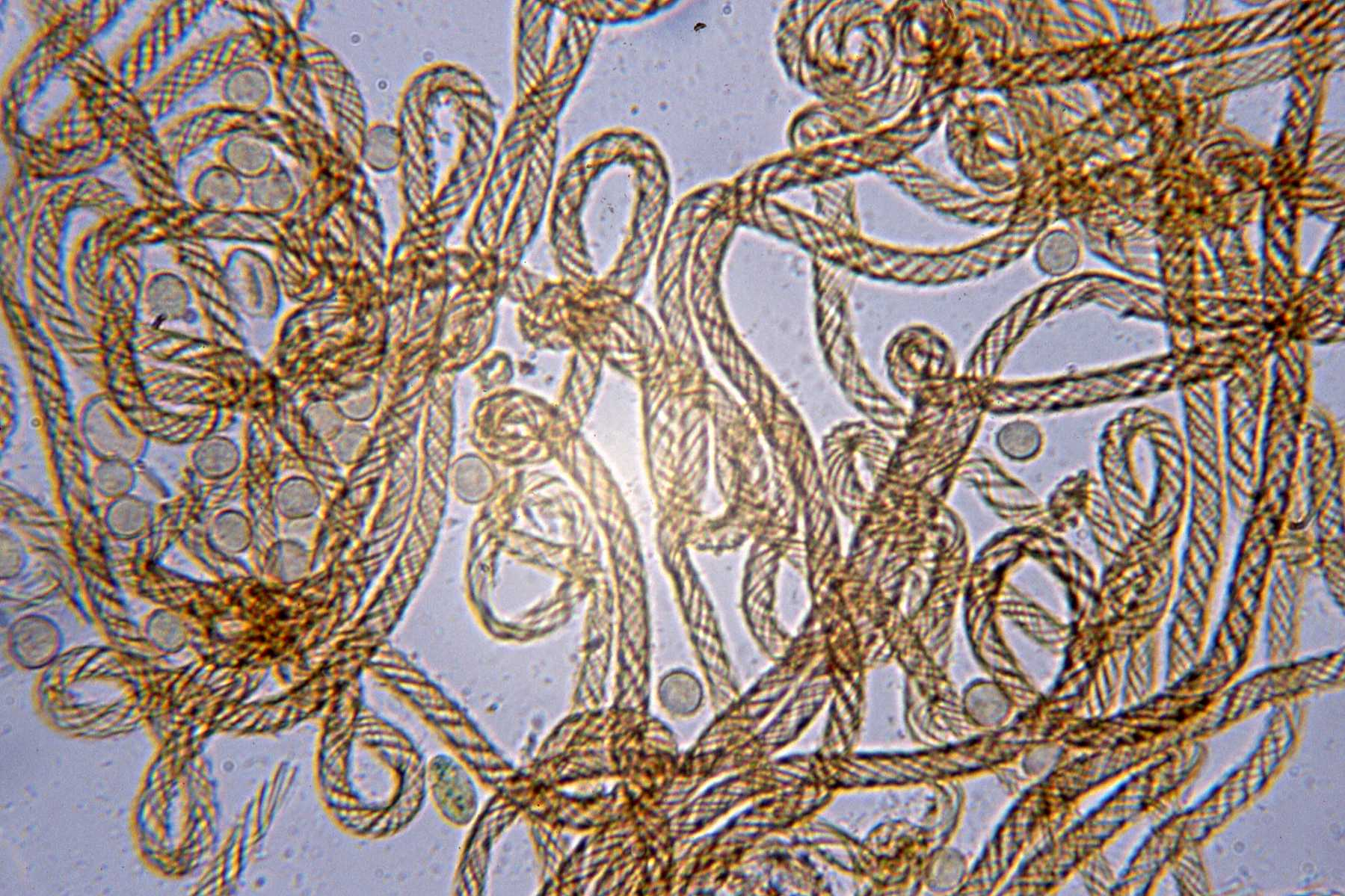
Capillitia (haarvlechten)
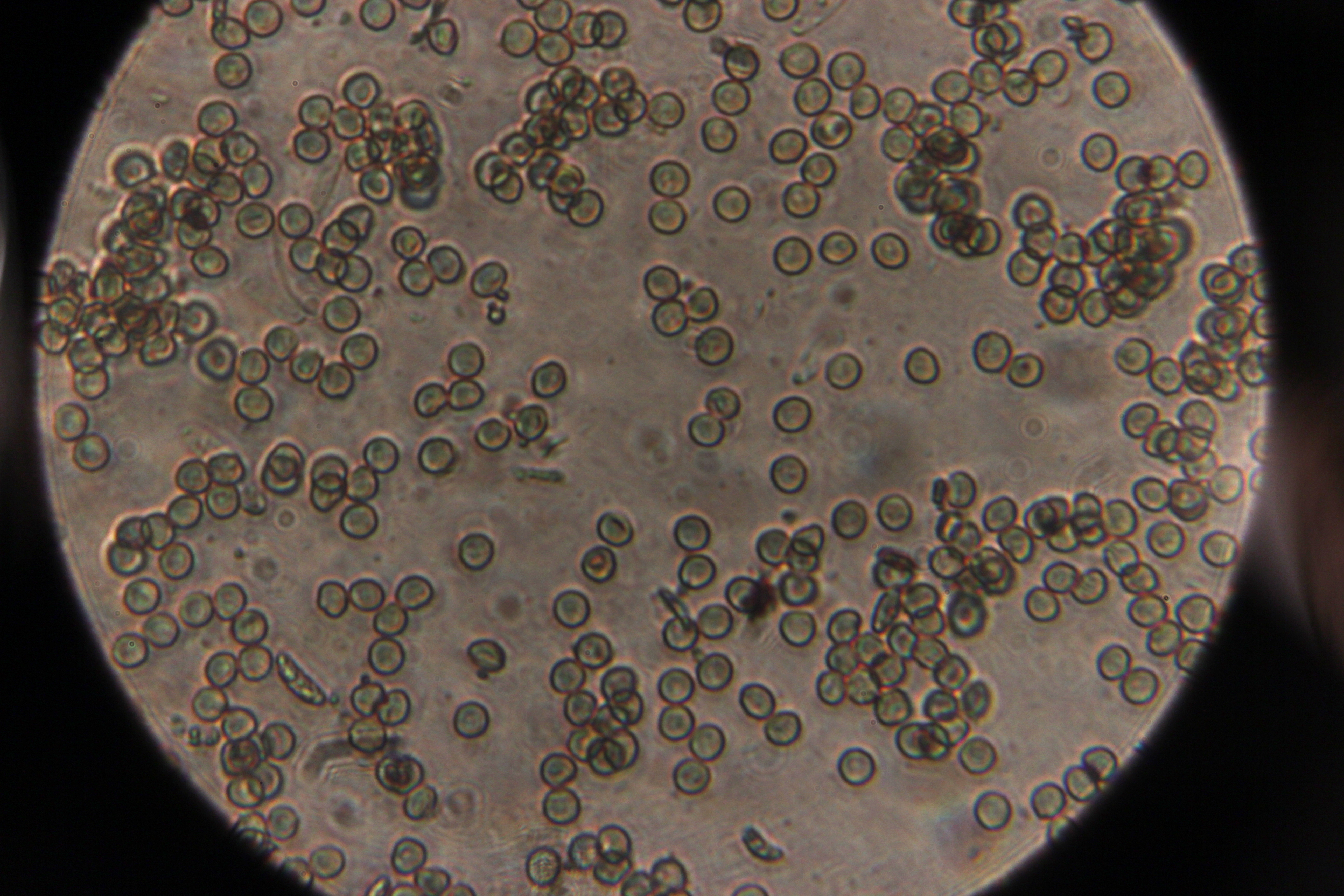
Sporen